# Teodorico de Freiberg
Teodorico de Freiberg (1250-1311), em latim "TheodoricusTeutonicus de Vriberg", anglicizado como "Dietrich von Freiberg" ou em francês como "Thierry de Fribourg", foi junto com Eckhart, o primeiro representante do idealismo especulativo alemão.  Ele foi um membro alemão da ordem dominicana e um grande teólogo e físico. Foi nomeado provincial da Ordem Dominicana em 1293, ocupando antigo posto de Alberto, o Grande.

## Vida pregressa
Teodorico tornou-se frade dominicano muito cedo em sua vida e estudou e ensinou no convento local de Freiberg por volta do ano de 1271 (Teske 2003). Viveu na época de Alberto Magno (1193 a 1280) (Fuhrer, 1992) e foi muito inspirado por ele. Embora outros filósofos da época também seguissem os passos de Alberto, Teodorico  "mostrou uma tendência mais acentuada à universalidade de interesses de Alberto" (Fuhrer 1992). A partir das datas da vida de Alberto Magno, podemos supor que Teodorico era ainda bem jovem quando a carreira de Alberto Magno estava quase no fim, e nenhuma suposição pode ser feita sobre se Dietrich conheceu ou estudou com Alberto. Nos documentos medievais, ele recebe o título de "magister", que nos diz que ele teve uma grande quantidade de treinamento universitário em nível avançado (Fuhrer 1992).

## Carreira e primeiros trabalhos
Depois de lecionar em Freiberg por algum tempo, ele viajou para Paris para estudar lá entre os anos de 1272 a 1274 (Gillispie 2008), embora não saibamos com quem ele pode ter estudado. Em um livro intitulado "Tratado sobre o intelecto e o inteligente" traduzido por M.L. Fuhrer, o autor escreve que na segunda parte de um tratado Teodorico fala sobre um "mestre solene" em Paris. Fuhrer continua dizendo que Henri de Gand era conhecido como "doutor solemnis" por seus alunos, mas, em última análise, não há certeza de que eles realmente se conheceram.  Teodorico então voltou para casa na Alemanha por um tempo antes de voltar para Paris quando iniciou suas palestras sobre frases em 1281 (Pasnau 2010). Exatamente quanto tempo Teodorico permaneceu em Paris não está claro, mas concorda-se que ele foi nomeado prior do convento dominicano em Wurzburgo por volta de 1293 (Fuhrer 1992). Outras fontes indicam que ele também foi nomeado provincial da Teutônia em 1293 (SOMERSET, FIONA 1998). Ele foi então “promovido” a Superior Provincial da província da Alemanha, cargo anteriormente ocupado por Alberto Magno (Pasnau 2010, Fuhrer 1992). Por volta dos anos de 1296 e 1297, ele foi nomeado "mestre de teologia" em Paris, onde lecionou até 1300 (Teske 2008).  Também esteve presente no capítulo geral da ordem dominicana em Toulouse e seu nome aparece no capítulo geral da ordem em Piacenza. A última posição para a qual ele foi nomeado foi Vigário provincial da Alemanha em 1310 (Gillispie 2008). Seu nome não aparece em nenhum outro tipo de documento conhecido após esse período.

## Física
Enquanto os autores do século XIII falharam em fornecer uma explicação precisa para o arco-íris, na virada do século XIV, Theodorico conseguiu dar uma das primeiras análises geométricas corretas desse fenômeno, que foi "provavelmente o desenvolvimento mais dramático dos séculos XIV e XV sobre óptica" . Partindo de seus dois trabalhos anteriores sobre luz e cor, ele escreveu "De iride et radialibus impressionibus" (Sobre o arco-íris e as impressões criadas pela irradiância, 1304-1311 d.C.), baseando-se em geometria, experimento, falsificação e outros métodos. Entre outras propriedades, ele explicou em detalhes:
- as cores dos arco-íris primário e secundário
- as posições dos arco-íris primário e secundário
- o caminho da luz solar dentro de uma gota: os feixes de luz são refratados ao entrar nas gotículas atmosféricas, depois refletidos dentro das gotículas e, finalmente, refratados novamente ao deixá-los.
- a formação do arco-íris: ele explica o papel das gotas individuais na criação do arco-íris
- o fenômeno da inversão de cores no arco-íris secundário.

Usando frascos esféricos e globos de vidro cheios de água, Teodorico foi capaz de simular as gotas de água durante a chuva. Ainda em seus estágios iniciais, a instrumentação experimental seria expandida posteriormente para ser usada principalmente para fazer medições, estendendo os sentidos humanos e criando um ambiente isolado para o experimentador. Durante sua experimentação com esses globos de vidro, Freiberg estava certo ao afirmar que as cores eram formadas pela interação da luz solar com as gotas de água. Recentemente, os cientistas encontraram evidências da instrumentação experimental usada por Teodorico. Atualmente, emprestado às Universidades de Providence, Rhode Island, a instrumentação simula uma gota de água pela qual a luz solar é refletida e refratada, criando assim um arco-íris. Um de seus contemporâneos, Kamal al-Din al-Farisi, ofereceu a mesma explicação experimentalmente estabelecida do arco-íris (sem nenhum contato entre eles) em seu Kitab tanqih al-manazir (A revisão da óptica). Ambos os autores, no entanto, confiaram no Livro de Ótica de Ibn al-Haytham (Alhacen) / Alhazen. 

## Teologia
Os trabalhos teológicos de Freiberg tendem a ser fortemente neoplatônicos, enquanto seus trabalhos filosóficos mais seculares são mais aristotélicos. Dietrich discordou de Tomás de Aquino sobre certas questões metafísicas e parece ter escrito em oposição a obras particulares de Tomás de Aquino.
Ele teve uma influência notável nos dez anos mais jovens de Mestre Eckhart, principalmente através dos tratados De visione beatifica (Da visão beatífica) e De intellectu et intelligibili (Do intelecto e do inteligível), e uma de suas extraordinárias contribuições à filosofia medieval foi uma teoria da alma que igualava a noção aristotélica de "intelecto agente" e a noção agostiniana de "abditum mentis" (isto é, a ocultação ou lugar oculto da alma).
A teoria do intelecto agente diz que, ao conhecer, a mente não é apenas passiva, tem que trabalhar para produzir uma concepção de seu objeto, uma concepção que é então recebida e retida pela parte passiva da mente. A ocultação da alma, por sua vez, é o fundamento da alma na qual a imagem de Deus é impressa, um ápice espiritual do ser humano pelo qual ele transcende o espaço e o tempo.

## Filosofia
Como destaca e estudioso brasileiro Antonio A. Minghetti ao traduzir e comentar a obra "De ente et essentia" de Teodorico, em filosofia, Dietrich foi o primeiro grande adversário da ontoteologia tomista (De esse et essentia, De quididatibus entium, De animatione caeli, De intelligentiis et, De motoribus caelorum). Também foi pioneiro do idealismo ao desenvolver uma teoria da função constitutiva do intelecto (a respeito do tempo, concebido como realidade ideal), que antecipa aspectos da filosofia transcendental (De origine rerum praedicamentalium), mas, sobretudo, ele formula uma teoria da autoconstituição do intelecto que supera a oposição entre nominalismo e realismo (De intellectu ET intelligibili, De visione beatifica). Vigorosamente combatido pelos tomistas alemães, o pensamento de Dietrich de Freiburg sobreviveu parcialmente devido a Bertoldo de Moosburg e, por meio dele, graças a Nicolau de Cusa.

## Leitura complementar
- Calma, Dragos. Le poids de la citation. Etude sur les sources arabes et grecques dans l'œuvre de Dietrich de Freiberg, Fribourg, Academic Press, 2010, ISBN 978-2-8271-1061-2, 388 p.
- Colli, Andrea. Tracce agostiniane nell'opera di Teodorico di Freiberg, Marietti 1820, Milano-Genova 2010.
- De Ente et Essentia. Theodoricus Teutonicus de Vriberg [tradução, organização, introdução e notas Antonio A. Minghetti] - Porto Alegre, RS: Editora Fi, 2016.
- Flasch, Kurt. Dietrich von Freiberg. Philosophie, Theologie, Naturforschung um 1300 (Frankfurt /M.: Vittorio Klostermann, 2007).
- Fűhrer, Markus & Gersh, Stephen. Dietrich of Freiberg and Berthold of Moosburg, in Stephen Gersh (ed.), Interpreting Proclus from Antiquity to the Renaissance, Cambridge: Cambridge University Press, 2014, pp. 299–317.
- Gillispie, Charles Coulston. "Dietrich Von Freiberg." Complete Dictionary of Scientific Biography. Vol. 4. Detroit, Scribner, 2008.
- Gracia, Jorge J. E. and Timothy B. Noone (eds.). A Companion to Philosophy in the Middle Ages, Malden, MA: Blackwell, 2003.
- Lindberg, David C., Roger Bacon's Theory of the Rainbow: Progress or Regress?, Isis Vol. 57, No. 2, 1966, pp. 235–248.
- Pasnau, Robert. The Cambridge History of Medieval Philosophy, Cambridge, Cambridge University Press, 2010.
- Somerset, Fiona. "Dietrich of Freiberg." Routledge Encyclopedia of Philosophy. Vol. 2. London: Routledge, 1999.
- Wallace, W. A. The Scientific Methodology of Theodoric of Freiberg. A Case Study of the Relationship Between Science and Philosophy. Studia Friburgensia, N.S. 26. Fribourg: The University Press, 1959.